# Mount Vernon (Washington)
Mount Vernon ist eine City im und County Seat von Skagit County im US-Bundesstaat Washington. Das U.S. Census Bureau hat bei der Volkszählung 2020 eine Einwohnerzahl von 35.219 ermittelt.

## Demographie
Die Stadt, die gemäß der Volkszählung des Jahres 2000 26.232 Einwohner hat, erstreckt sich über eine Fläche von 29,4 km². Es leben 75,4 % Menschen weißer Hautfarbe in Mount Vernon, 2,6 % Asiaten, 1,0 % Amerikanische Ureinwohner, 0,7 % Afroamerikaner, 17,3 % Mitglieder anderer ethnischer Volksgruppen und 3,0 % Angehörige von mehr als einer Ethnie.  Latinos (unabhängig von der Zugehörigkeit zu den genannten Volksgruppen) machen 25,1 % der Bevölkerung aus.
40,9 % der Einwohner von Mount Vernon sind 24 Jahre alt bzw. jünger; 12,5 % sind älter als 65; der Altersdurchschnitt beträgt 31 Jahre.
15,9 % der Einwohner leben unter der Armutsgrenze, das Durchschnittseinkommen der 9.276 Haushalte beträgt 37.999 USD.

## Geschichte
Die Anfänge der Stadt gehen bis ins Jahr 1870 zurück, als Jasper Gates und Joseph Dwelley sich am Ufer des Skagit River niederließen. Später ließen sich auch der Lehrer Harrison Clothier und einer seiner Schüler, E.G. English, am Ort nieder. Die vier Männer gelten als Gründerväter; die Gründung selbst fand offiziell erst am 5. Juli 1893 statt.

### Einwohnerentwicklung
| Jahr | Einwohner¹ |
| ---- | ---------- |
| 1980 | 13.009     |
| 1990 | 17.647     |
| 2000 | 26.232     |
| 2010 | 31.762     |
| 2016 | 34.590     |
| 2020 | 35.219     |

¹ 1980 – 2020: Volkszählungsergebnisse

## Besonderheiten
Bekannt ist Mount Vernon seit 1983 vor allem durch sein alljährliches, im Frühling stattfindendes Tulpenfest. Da das Klima in Mount Vernon ähnlich wie in Holland ist, gedeihen hier die Tulpen besonders gut. Viele der Mount-Vernon-Tulpen werden sogar nach Holland exportiert und dort als holländische Tulpen verkauft. 1998 wurde Mount Vernon vom New Rate Guide to Life in America's Small Cities auf Platz 1 der schönsten Kleinstädte der USA gewählt.

## Söhne und Töchter der Stadt
- Lee Zavitz (1904–1977), Spezialeffektkünstler
- Robert James Massar (1915–2002), Architekt und Architekturfotograf
- Norman Bruce Hannay (1921–1996), Chemiker
- Arthur Nicholson (1947–1985), Major; gilt als letztes Opfer des Kalten Krieges
- Cheryl Bentyne (* 1954), Jazzsängerin
- Glenn Beck (* 1964), Radio- und Fernsehmoderator
- James Caviezel (* 1968), Schauspieler
- Frank Schuster (* 1971), römisch-katholischer Weihbischof in Seattle
- Scott Clements (* 1981), Pokerspieler
- T. J. Oshie (* 1986), Eishockeyspieler

## Partnerstädte
- Chilliwack, British Columbia, Kanada
- Kure, Japan